# Chulna
Chulna är en ort i Mexiko.   Den ligger i kommunen Oxchuc och delstaten Chiapas, i den sydöstra delen av landet, 800 km öster om huvudstaden Mexico City. Chulna ligger 1 297 meter över havet och antalet invånare är 602.
Terrängen runt Chulna är lite bergig. Runt Chulna är det ganska tätbefolkat, med 75 invånare per kvadratkilometer. Närmaste större samhälle är Ocosingo, 16,3 km nordost om Chulna. I omgivningarna runt Chulna växer i huvudsak städsegrön lövskog.